# Grzegorz Puchalski
Grzegorz Puchalski (ur. 30 maja 1966 w Lidzbarku Warmińskim) – polski prezbiter katolicki diecezji elbląskiej, doktor nauk teologicznych (teologia pastoralna, katechetyka), 2004–2016 rektor Wyższego Seminarium Duchownego w Elblągu, od 2021 proboszcz Parafii Najświętszego Serca Pana Jezusa w Stegnie, od 2023 dziekan Dekanatu Krynica Morska.

## Życiorys
Urodził się w Lidzbarku Warmińskim w rodzinie Władysława i Haliny z domu Markiewicz. W 1985 uzyskał maturę w Liceum Ogólnokształcącym w Lidzbarku Warmińskim. Studia filozoficzno-teologiczne ukończył w Wyższym Seminarium Duchownym „Hosianum” w Olsztynie, gdzie 25 maja 1991 otrzymał święcenia kapłańskie z rąk biskupa warmińskiego dra Edmunda Piszcza.
Po święceniach, w latach 1991–1995, pracował jako wikariusz w parafii Matki Boskiej Nieustającej Pomocy w Malborku. Następnie został skierowany na studia specjalistyczne w KUL (1995–2001), w trakcie których uzyskał tytuł magistra licencjata teologii w zakresie katechetyki (1997).
Studia specjalistyczne ukończył 25 czerwca 2001 obroną rozprawy doktorskiej na temat: „Ewangelizacja i katecheza a nowa ewangelizacja w nauczaniu apostolskim Jana Pawła II” (promotor: Stanisław Kulpaczyński) i uzyskaniem stopnia doktora nauk teologicznych (teologia pastoralna). W czasie studiów, w latach 1992–1995, pełnił w diecezji elbląskiej obowiązki kierownika Elbląskiej Pielgrzymki Pieszej na Jasną Górę i dekanalnego duszpasterza młodzieży (1994–1995).
1 marca 2001 pierwszy biskup elbląski dr Andrzej Śliwiński powierzył mu obowiązki dyrektora Wydziału Nauki Katolickiej w Kurii Diecezjalnej w Elblągu, a także obowiązki wykładowcy katechetyki i nauk pedagogicznych w Wyższym Seminarium Duchownym w Elblągu oraz Pomezańskim Instytucie Teologii dla świeckich w Elblągu i Kwidzynie.

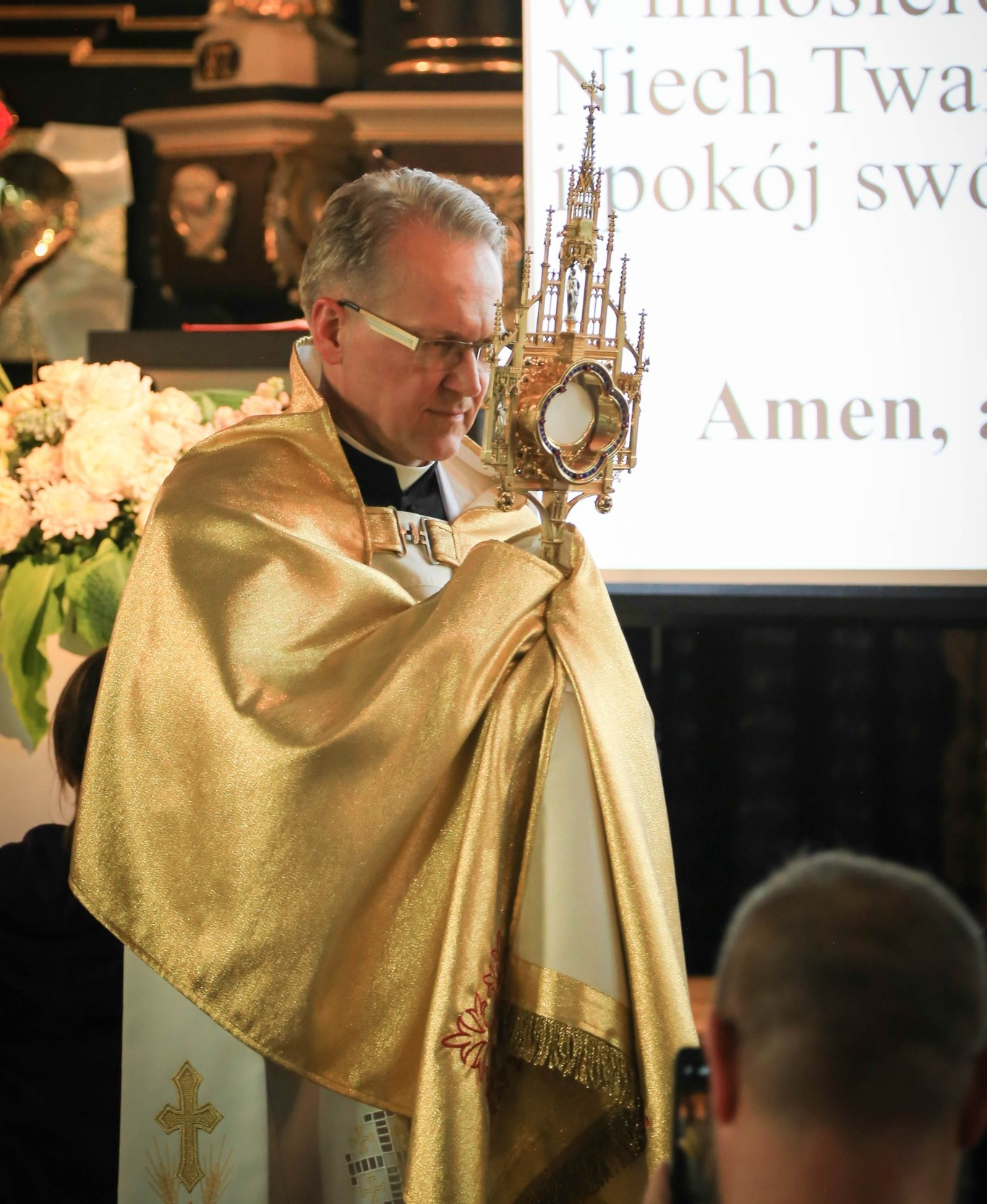

Ponadto sprawował w diecezji elbląskiej obowiązki: Diecezjalnego Duszpasterza Katechetów (2001), członka Rady Duszpasterskiej (od 1 października 1999), członka Rady Kapłańskiej III kadencji (od 18 października 2005), wizytatora Diecezjalnego ds. katechezy (2005) i członka Diecezjalnej Komisji ds. Formacji Stałej Kapłanów (od 1 października 2005).
1 lipca 2004 biskup elbląski dr Jan Styrna powierzył mu obowiązki rektora Wyższego Seminarium Duchownego Diecezji Elbląskiej w Elblągu. Urząd pełnił do 2016 roku.  Ponadto 1 lipca 2009 został mianowany na stanowisko Delegata Biskupa Elbląskiego ds. Stałej Formacji Kapłanów i Przewodniczącego Diecezjalnej Komisji ds. Stałej Formacji Kapłanów.
Od 2016 roku, po zakończeniu funkcji rektora Wyższego Seminarium Duchownego Diecezji Elbląskiej został mianowany przez bpJacka Jezierskiego dyrektorem Centrum Nowej Ewangelizacji Diecezji elbląskiej, funkcje sprawował do 31.08.2024 r. 
8 marca 2021 r. biskup elbląski dr Jacek Jezierski mianował go proboszczem parafii Najświętszego Serca Pana Jezusa w Stegnie. Kanonicznie objął parafię 11 marca 2021, a liturgiczne wprowadzenie w urząd nastąpiło w niedzielę 14 marca 2021 na mszy św. o godz. 8.30.
1 lipca 2023 został mianowany dziekanem Dekanatu Krynica Morska. 

## Publikacje
- „Katecheza w kontekście nowej ewangelizacji w nauczaniu Jana Pawła II” (Olsztyn 2002)[3]
- „Przypatrzcie się powołaniu waszemu (materiały katechetyczne)” (Pelplin 2007), ISBN 978-83-7380-455-5[4]
- „Wzajemne przenikanie się ewangelizacji i katechezy” (oprac.), w: „Studia Elbląskie”, tom II (Elbląg 2000)
- „Perspektywy nowej ewangelizacji w nauczaniu Jana Pawła II” (oprac.), w: „Studia Elbląskie”, tom III (Elbląg 2001)